# Kaimyō
Ein Kaimyō (jap. 戒名, wörtlich: „Silaname“) oder Hōmyō (法名, „Dharmaname“) ist ein buddhistischer Ordensname, den buddhistische Mönche beim Eintritt in ein Kloster oder andere fromme Anhänger nach ihrem Tod verliehen bekommen.
In letzterem Fall ist die Voraussetzung für die Namensvergabe, dass die Verstorbenen zuvor nach den fünf buddhistischen Regeln (Fünf Silas) gelebt haben. Sie dürfen nicht „töten, stehlen, lügen, ehebrechen und auch keinen Alkohol trinken“. Dieser Name für das Leben nach dem Tod wird erst am Tag des Begräbnisses vergeben und auf eine Gedenktafel geschrieben. Heutzutage kaufen die Angehörigen des Verstorbenen den Kaimyō (für rund 10.000 Yen). Er stellt einen Teil der Trauerfeier dar und verfolgt in der heutigen Zeit eher einen kommerziellen Zweck, weshalb die Wahl des individuellen Kaimyō eine elementare Rolle spielt.
Weil nach dem Tod alle gleich sind, besteht der Kaimyō generell nur aus zwei Zeichen.